# 寧宗 (宋)
寧宗（ねいそう）は、南宋の第4代皇帝。諱は拡(かく)。光宗の次男。

## 概要
乾道4年（1168年）、当時に恭王であった光宗と李氏の間に生まれた。淳熙5年（1178年）、明州観察使を授けられて英国公に封ぜられ、淳熙12年（1185年）に安慶軍節度使・平陽郡王となった。光宗の即位後は少保・武寧軍節度使を拝命され、嘉王に進封した。紹熙年間には嘉王を皇太子に立てようとする光宗と、これに消極的だった寿皇（孝宗）間の葛藤が高まり、立場が微妙になったりもした。
紹熙5年（1194年）、病弱な父が趙汝愚と太皇太后呉氏によって廃位になると、皇帝に即位した。政変の過程で趙汝愚に協力した韓侂冑は、韓皇后の同族である縁故で大きな権力を有するようになり、趙汝愚を失脚に追いやって独裁体制を確立した。この時、反対勢力の一人でもある朱熹も共に追放して、その理学を禁止している（慶元党禁）。このような強引な手法で政敵らを排除する方針に怨嗟の声は高まっていたが、開禧元年（1205年）に韓侂冑が平章軍国事に任ぜられながら、なおも実権を掌握され続けた。韓皇后が死去して皇室の後ろ盾を失った韓侂冑は、権力維持のため金に対する大規模な北伐に着手した。しかし情報や準備が不十分なこともあって戦況はすぐに不利となり、金と内通した四川の呉曦が反逆を起こした。これに乗じて、新しく皇后となっていた楊氏の義兄の楊次山と礼部侍郎の史弥遠は、韓侂冑を誅殺して彼の首級を金に送り、厳しい条件も甘受して速やかに和議を結ぶことに成功し、朝廷の実権を掌握した（開禧用兵）。
治世後期の国政は宰相として臨んだ史弥遠が専断する状況になった。寧宗には9人の息子がいたが、いずれも夭逝した。このため、趙徳昭の末裔である趙詢（景献太子）を宮中に入れて養育し、開禧3年（1207年）に皇太子に立てた。嘉定13年（1220年）、趙詢が亡くなると、代わりに趙徳芳の九世の孫で、元は寧宗の従兄弟にあたる沂王趙抦の後嗣であった趙竑（趙希瞿の実子）を後継者とした。しかし趙竑は史弥遠を牽制しようとする動きを見せて警戒を買い、趙徳昭の九世の孫にあたる趙昀（後の理宗）を民間から探し出した史弥遠は、秘密裏に陰謀を画策した。
嘉定17年（1224年）、寧宗の崩御に際して遺詔を偽造した史弥遠の工作により趙竑は廃黜され、趙昀が擁立されている。

## 人物
- 即位前に高宗の霊柩を葬るために紹興に行った際、農民らが田畑で苦労して働く姿を見て「宮中にだけ住んでいたので、どうしてこれを知ることができようか？」と嘆いている[4]。
- 恭倹な性格で節制された生活を守ったという。ある年の小正月、夜中に蝋燭を灯して座っていたのに、宦官が宴会を開くように勧めると、外間の民は食べ物がないと拒否した。また、臨安郊外の花園である聚景園に行幸してから還宮の途中、皇帝の御容を見物するために集まった群衆が押し合い圧死する事故が発生したことがあった。この時の不祥事を悔やんだ寧宗は、皇宮外への出入りを控え始めた[5]。
- 「吐くのが恐いなら酒を少なく飲み、痛みが恐いなら冷たいものを少なく食べる」という信条を小さな屏風に記しておき、これを2人の宦官に背負わせながら常に帯同させた。酒を飲んでも3杯以上は飲まなかった[6]。
- 嘉泰年間、西湖に船を浮かべて遊覧を楽しもうとした。しかし「慈懿皇后の陵墓は湖畔にあります。陛下が遊行なさるなら追悼の意味はなくなります」と諫めを受けると、すぐに断念した[7]。

## 宗室

### 后妃
- 正室：韓皇后（恭淑皇后）
  - 次男：趙埈 - 夭折
  - 三男：趙坦 - 夭折
- 継室：楊桂枝（恭聖仁烈皇后）
  - 四男：趙増 - 夭折
  - 五男：趙坰 - 夭折
- 側室：婕妤曹氏
- 側室：夫人鍾氏
  - 六男：趙圻 - 夭折
  - 七男：趙墌 - 夭折
- ほか多数
  - 美人閻氏、才人呉氏
  - 紅霞帔張氏、紅霞帔王氏、紅霞帔田氏、紅霞帔包氏
  - 紫霞帔王氏、紫霞帔呉氏、紫霞帔王氏、紫霞帔張氏、紫霞帔王氏
  - 聴宣楊氏、聴宣張氏、聴宣史氏
- 生母不詳の子女
  - 長男 - 夭折
  - 八男：趙垍 - 夭折
  - 九男：趙坻 - 夭折
  - 長女：祁国公主 - 夭折
- 養子
  - 趙詢 - もとの諱は与愿・曮。趙希懌の実子。死後、景献太子に追贈される。
  - 趙竑 - もとの諱は貴和。趙希瞿の実子。史弥遠により廃黜されて済王に封ぜられたが、殺される。
  - 趙昀（理宗） - 趙希瓐の実子、第5代皇帝